# Belagerung von Prag (1648)
Wallerfangen – Dömitz – Haselünne – Wittstock – Rheinfelden – Breisach – Wittenweiher – Vlotho – Ochsenfeld – Chemnitz – Bautzen – Freiberg – Riebelsdorfer Berg – Dorsten – Preßnitz – La Marfée – Wolfenbüttel – Kempener Heide – Schweidnitz – Breitenfeld – Tuttlingen – Freiburg – Philippsburg – Jüterbog –  Jankau – Herbsthausen – Alerheim – Brünn – Korneuburg – Totenhöhe – Hohentübingen –  Triebl – Zusmarshausen – Wevelinghoven – Dachau –  Prag

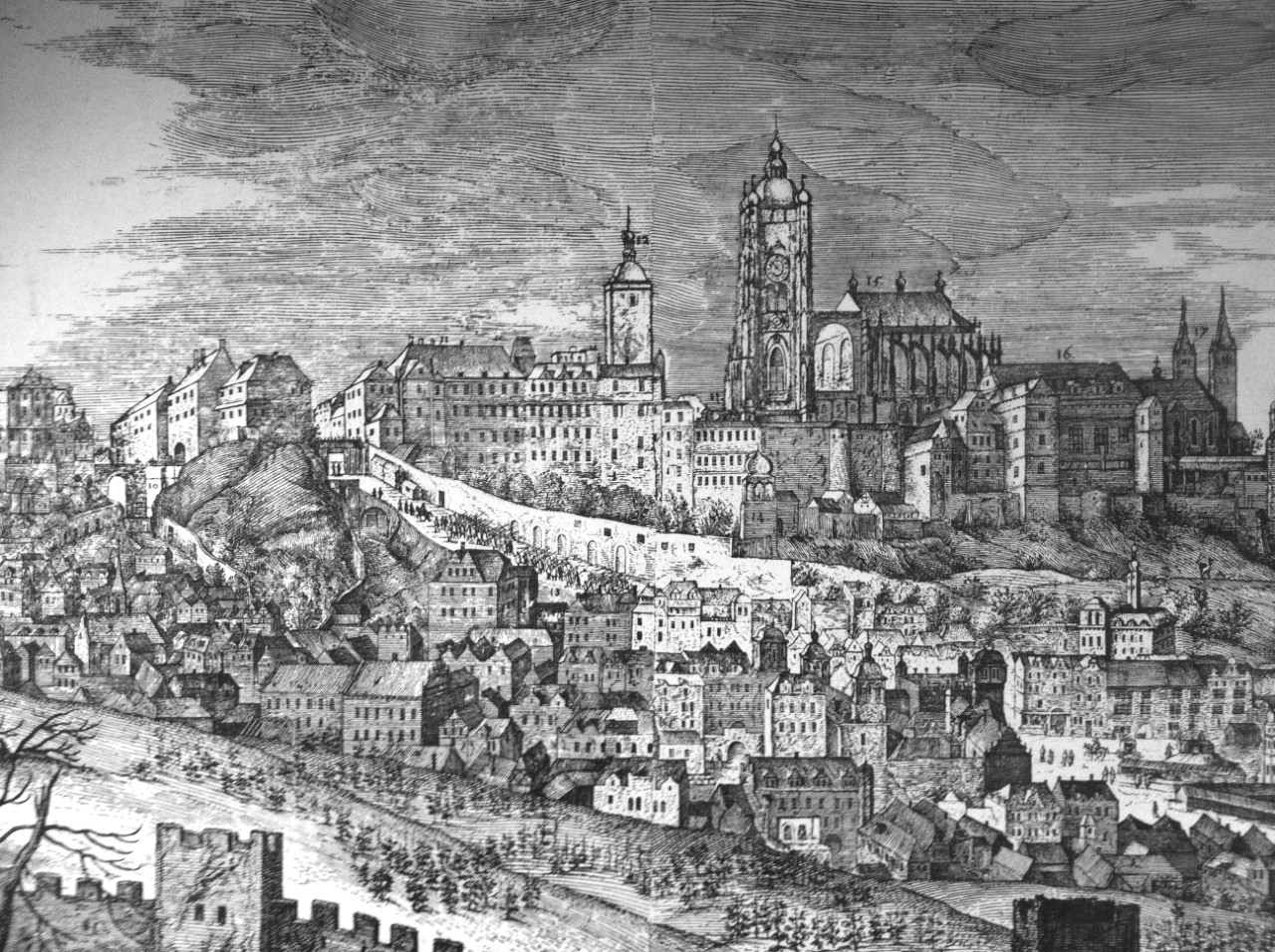
Alte Stadtansicht von Prag

Die Belagerung von Prag fand zwischen dem 25. Juli und dem 1. November 1648 statt. Sie gilt neben der Schlacht bei Dachau (5. Oktober) als letzte militärische Auseinandersetzung des Dreißigjährigen Kriegs. Nachdem die Schweden unter Hans Christoph von Königsmarck in der Nacht auf den 26. Juli die links der Moldau gelegene Kleinseite mit der Prager Burg in einem Handstreich eroberten, belagerten sie anschließend die rechts der Moldau gelegene Alt- und Neustadt.
Die von kaiserlichen Soldaten unter Rudolf von Colloredo und einer großen Bürgermiliz verteidigten Prager Städte behaupteten sich trotz einer großen Verstärkung der Schweden im Oktober unter Pfalzgraf Karl Gustav bis zur Verkündung des Westfälischen Friedens. Ein kaiserliches Entsatzheer traf erst ein, nachdem sich die schwedische Armee Anfang November zurückgezogen hatte. Die Erbeutung zahlreicher Kunstschätze auf der Prager Kleinseite durch die Schweden ging als Prager Kunstraub in die Geschichte ein.

## Vorgeschichte
Böhmen war Ausgangspunkt des Dreißigjährigen Krieges durch den Aufstand der protestantischen Stände, der 1620 in der Schlacht am Weißen Berg niedergeschlagen wurde. Die Habsburger gewannen die Kontrolle über das Gebiet zurück, beschränkten den Einfluss der Stände in der Verneuerten Landordnung und begannen die Rekatholisierung. Kampfhandlungen kehrten erst im Jahr 1631 in die Region zurück, als das protestantische Bündnis von Schweden und Sachsen mehrfach in Böhmen eindrang und von 1631 auf 1632 auch kurzzeitig Prag einnahm. Die schwedische Niederlage bei Nördlingen im September 1634 und die folgenden Verhandlungen des Kaisers mit Sachsen zum Prager Frieden brachten eine erneute Kampfpause, bis die Schweden ab 1639 wieder regelmäßig böhmisches Gebiet angriffen und verheerten. Dauerhaft erobern konnten sie nur die Reichenberger Region Ende 1645, die Brüxer Burg Anfang 1646 und die Festung Eger Mitte 1647.
Nach der Eroberung Egers durch den schwedischen Befehlshaber Carl Gustav Wrangel verhinderten die Kaiserlichen in der Schlacht bei Triebl einen weiteren schwedischen Vorstoß ins Innere Böhmens und zwangen Wrangel durch ihre Vereinigung mit dem kurbayerischen Heer zum Rückzug nach Norddeutschland. Kaiserliche und Bayern folgten ihm zunächst, um dann in Hessen und Franken zu überwintern. In Böhmen blieb ein kleines kaiserliches Blockadekorps unter Jan van der Croon zurück, das Eger über den Winter von der Außenwelt abschnitt. Als die Schweden Anfang 1648 wieder in die Offensive gingen, sandten sie einen starken Kavallerieverband unter Hans Christoph von Königsmarck nach Böhmen, der die Blockade Egers durchbrach und den Ort als Einfallstor ins Königreich sicherte. Danach vereinigte er sich mit der schwedischen Hauptarmee unter Wrangel. Gemeinsam schlugen sie das vereinigte kaiserlich-bayrische Heer in der Schlacht bei Zusmarshausen am 17. Mai.
Kaiserliche und Bayern zogen sich vor den Schweden bis an den Inn zurück, was zu einer weitreichenden Verwüstung Bayerns führte. Deshalb verstärkte Kaiser Ferdinand III. das Heer mit mehreren tausend Truppen aus Böhmen unter Johann von Werth. Damit sollte der gegnerischen Vormarsch gestoppt und Bayern zurückgewonnen werden, um den Verbündeten vom Abschließen eines Separatfriedens abzuhalten. Von der geschwächten Verteidigung Böhmens wollte Königsmarck Profit schlagen, der, erneut auf eigene Faust unterwegs, nach der Eroberung einiger Orte in der Oberpfalz im Juni 1648 im Königreich einfiel. Nacheinander gelang ihm die widerstandslose Einnahme kleinerer Städte in Westböhmen wie Klattau und Bischofteinitz. Nach mehrtägiger Belagerung ergab sich am 2. Juli auch Falkenau, worauf Königsmarcks zunächst in die Oberpfalz zurückging.
Am 22. Juli tauchte er plötzlich mit etwa 2500 Reitern bei Pilsen auf. Die Schweden ignorierten die gut befestigte Stadt und zogen weiter. Die Kaiserlichen waren über Königsmarcks Absichten im Ungewissen. Hofkriegsratspräsident Heinrich Schlik in Budweis befürchtete, dass er sich mit der schlesischen Armee unter Arvid Wittenberg vereinigen wolle. Für den Prager Kommandanten Rudolf von Colloredo deuteten Gefangenenaussagen auf die Marschrichtung Saaz. Der Pilsener Stadtkommandant van der Croon vermutete dagegen, dass Königsmarck auf Mělník nahe Prag abziele, und Oberstlandrichter Bernhard Ignaz von Martinitz warnte als Einziger seit Mitte Juli vergeblich vor einem Angriff auf die Stadt. Tatsächlich war Königsmarck mit den Reitern und 600 Fußsoldaten am 24. Juli nach Rakonitz gezogen, wo er seine Artillerie zurückließ und die Fußsoldaten auf die Zugpferde setzte.

## Verlauf

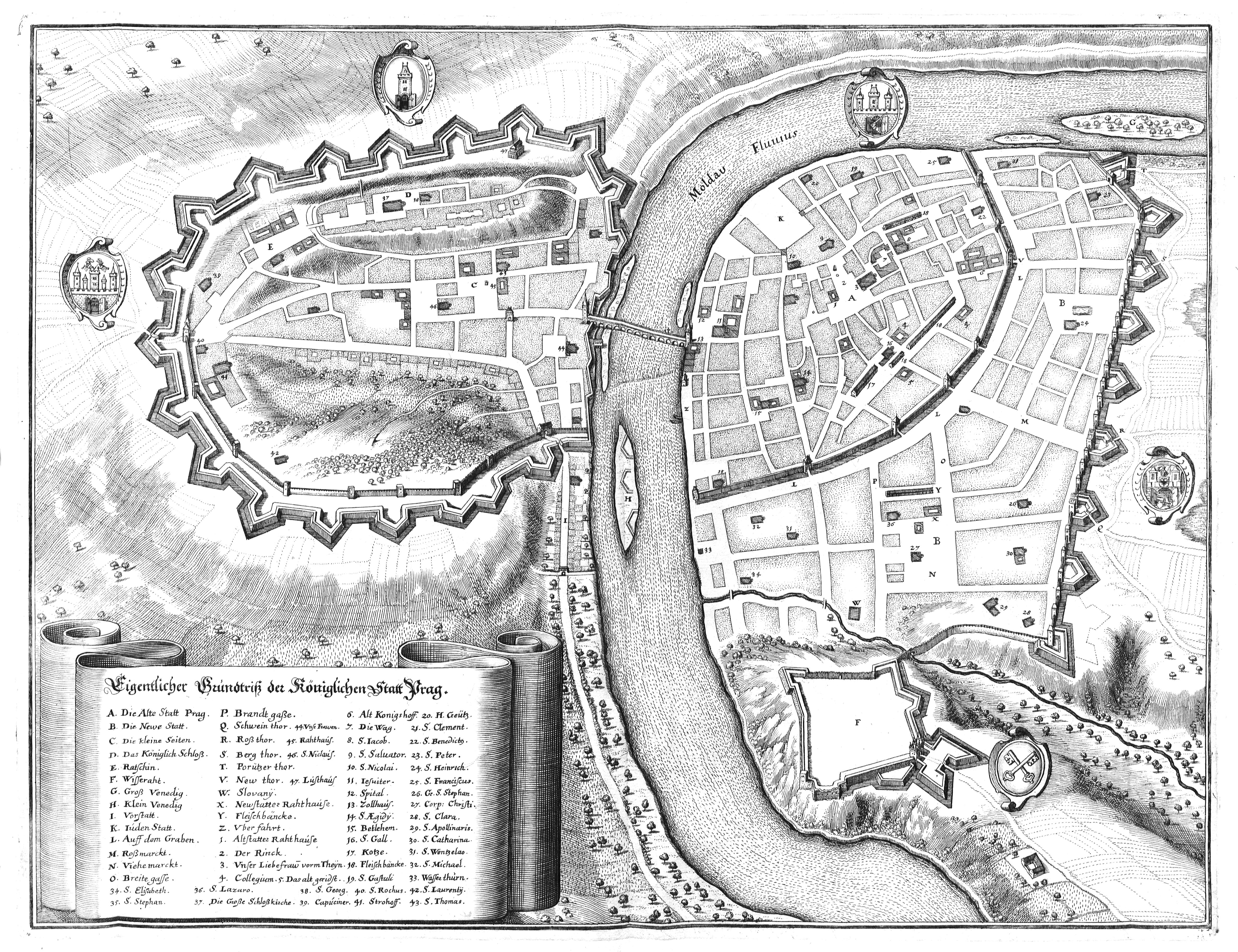
Befestigungsanlagen der Prager Städte um 1648 (Merian)

In der Nacht vom 25. auf den 26. Juli erreichten die Schweden vom Westen her Prag und griffen mit Hilfe des kaiserlichen Kriegsinvaliden und Überläufers Ernst Odowalsky eine schwach bewachte Stelle der Stadtmauer nahe dem Strahover Tor an. Dort konnten die Schweden die Mauer erklettern, die Wachen überwältigen und das Tor öffnen. Die eindringenden Schweden eroberten bis zum Morgen die Prager Burg und die Prager Kleinseite auf dem linken Ufer der Moldau. Dabei wurde der Oberstburggraf Jaroslav Borsita von Martinic  und Prager Erzbischof Kardinal Ernst Adalbert von Harrach gefangen genommen.
Die Altstadt auf dem Ostufer jenseits der Karlsbrücke hatte es der zahlenmäßigen Schwäche des Gegners zu verdanken, dass sie vor einem augenblicklichen Überfall verschont blieben; der Geschützlärm und der über die Brücke geflüchtete Fähnrich des die Stadtbesatzung bildenden Regiments Waldstein warnten die Altstädter vor. Der kaiserliche Befehlshaber Colloredo entkam mit einem Fischerkahn in die Altstadt. Der Altstädter Bürgermeister Mikuláš Turek von Rosenthal und der Neustädter Wachtmeister Václav Augustin Kavka riefen Bürgermilizen ein, die am frühen Morgen den Altstädter Brückenturm besetzten; das Brückentor wurde von ihnen gesperrt und mit einem Bollwerk verschanzt. Colloredo ließ die Milizen die Schützeninsel in der Moldau besetzen und die Neustädter Stadttore sichern, während Königsmarck seinen Soldaten eine dreitägige Plünderung auf der Kleinseite erlaubte, der 100 bis 200 Bürger zum Opfer gefallen sein sollen.
Königsmarck nahm sein Quartier auf dem Hradschin und ließ die im dortigen Zeughaus erbeuteten Geschütze gegen die Altstadt einsetzen. Am 27. Juli erreichte kaiserliche Verstärkung unter General Puchheim mit den ersten seiner etwa 3000 Mann Prag, kurz bevor auch die Schweden am 30. Juli durch General Wittenberg und 3500 Mann verstärkt wurden. Schwedische Angriffe auf die Stadtteile rechts der Moldau scheiterten am 3. August unter Wittenberg von Osten her und kurz darauf unter Königsmarck über die Karlsbrücke. Wittenberg zog wieder von der Stadt ab, um die südliche Umgebung Prags zu plündern, was den Kaiserlichen Zeit gab, die Stadt mit Proviant zu versorgen und ihre Verteidigungen auszubauen. Die Handwerker der Stadt verstärkten unter der Leitung des kaiserlichen Generalwachtmeisters Innocentio Conti die Befestigungen der Alt- und Neustadt. Alle Schichten der Stadt beteiligten sich an der Verteidigung und bildeten Kompanien, die Prager Juden als ständige Brandwache, die Studenten in einer Freikompanie und die Adligen in einer eigenen Schwadron. Sogar die Geistlichen bildeten drei Freiwilligenzüge, vor allem aus Ordensleuten.
Wittenberg nahm im Süden Böhmens im August Tábor und im September Krumau ein, von letzterem aus versuchte er weitestgehend erfolglos, in Oberösterreich einen Bauernaufstand anzuzetteln. Auf dem Rückweg in Richtung Prag überraschte er am 24. September bei Frauenberg eine kleine kaiserliche Streitmacht unter Puchheim, der nach Budweis unterwegs war, um von dort Verstärkungen nach Prag zu führen. Bevor Puchheim sich mit dem von Budweis aus zur Beobachtung Wittenbergs geschickten Johann Sigismund Mislik von Hirschov vereinen konnte, wurde er von Wittenberg angegriffen, gefangen genommen, nach Prag gebracht und dort an Königsmarck übergeben.

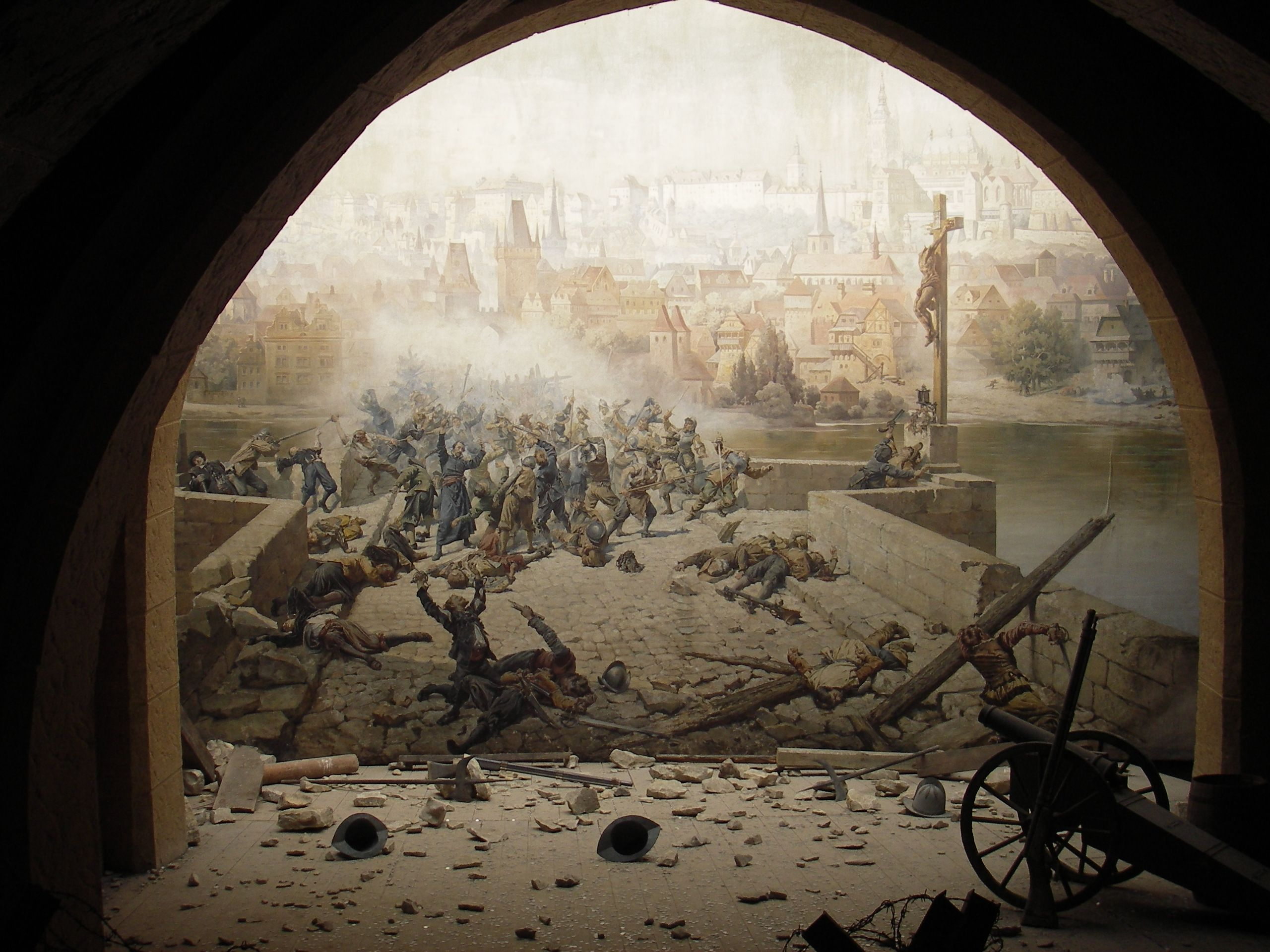
Die im Kampf verwüstete Prager Karlsbrücke

Am 4. Oktober trafen westlich der Stadt beträchtliche schwedische Verstärkungen unter dem als Thronfolger gehandelten Pfalzgraf Karl Gustav ein, der den Oberbefehl der Belagerungstruppen übernahm. Mit einer Behelfsbrücke rückte er über die Moldau und bezog dort ein Lager vor den Stadtmauern. Zwischen dem 11. und dem 13. Oktober beschossen die Schweden massiv die Mauern der Neustadt und unternahmen einen ersten Sturmangriff, der von den Pragern abgewehrt wurde. Nachdem die Schweden die Schanzen vor dem Galgentor erobert hatten, scheiterte ihr Angriff auf das eigentliche Tor unter schweren Verlusten. Am Neutor starben zahlreiche Schweden durch eine von den Verteidigern ausgelöste Explosion unter einem Turm, aber auch die Prager verloren insgesamt bei den Angriffen über 180 Soldaten und Bürger. Am 14. Oktober kam es zu Verhandlungen, bei denen der schwedische Befehlshaber Karl Gustav die Prager zur Kapitulation aufforderte. Der kaiserliche Oberst Siegmund Friedrich von Götzen bot dagegen nur die Neutralität der Moldauseiten und den Austausch von Geiseln an, was für Karl Gustav in Erwartung einer baldigen Aufgabe der Stadt inakzeptabel war.
In den nächsten Wochen wurde zwischen beiden Seiten ein reger Minenkrieg geführt, dem am frühen Morgen des 25. Oktober der nächste Generalsturm der Schweden folgte. Wieder richtete sich der Angriff vor allem auf das Neutor und den nahegelegenen Kornspeicher. Durch den hartnäckigen Widerstand der Prager Soldaten und der Studentenkompanie blieben fast 800 Schweden tot oder verwundet. Die Schweden konnten in den nächsten Tagen eine Bresche in die Stadtbefestigung schlagen, an der sie bis zum 30. Oktober mit zahlreichen Angriffen einen Durchbruch versuchten. Am 30. Oktober forderte der Pfalzgraf die Stadt zur Kapitulation auf, worauf General Conti laut Theatrum Europaeum antwortete, dass der kaiserliche Befehlshaber Colloredo nicht mehr in der Stadt sei, sondern dem Entsatzheer entgegen geritten wäre. In den nächsten Tagen zogen sich die schwedischen Truppen zurück und hoben die Belagerung auf, nachdem sich kaiserliche Entsatztruppen unter Martin Maximilian von der Goltz und Sigismund Mislik genähert und die ersten Nachrichten über den bereits am 24. Oktober unterzeichneten Westfälischen Frieden bestätigt hatten.
Am 4. November trafen die kaiserlichen Entsatztruppen in Prag ein, am 29. November wurde ein endgültiger Waffenstillstand vereinbart. Die Prager verloren während der Belagerung 219 Mann sowie 475 Verwundete. Die Schweden verzeichneten nach Pufendorf 500 Gefallene und 700 Verwundete, nach Prager Schätzungen verloren sie dagegen mehrere tausend Mann. Auf der Kleinseite blieb zunächst eine schwedische Garnison liegen, die erst am 30. September 1649 endgültig abzog.
Die Schweden nahmen beim Abzug bedeutende Kunstschätze mit, die sich bis heute in Stockholm befinden (Prager Kunstraub).